# Западное предательство

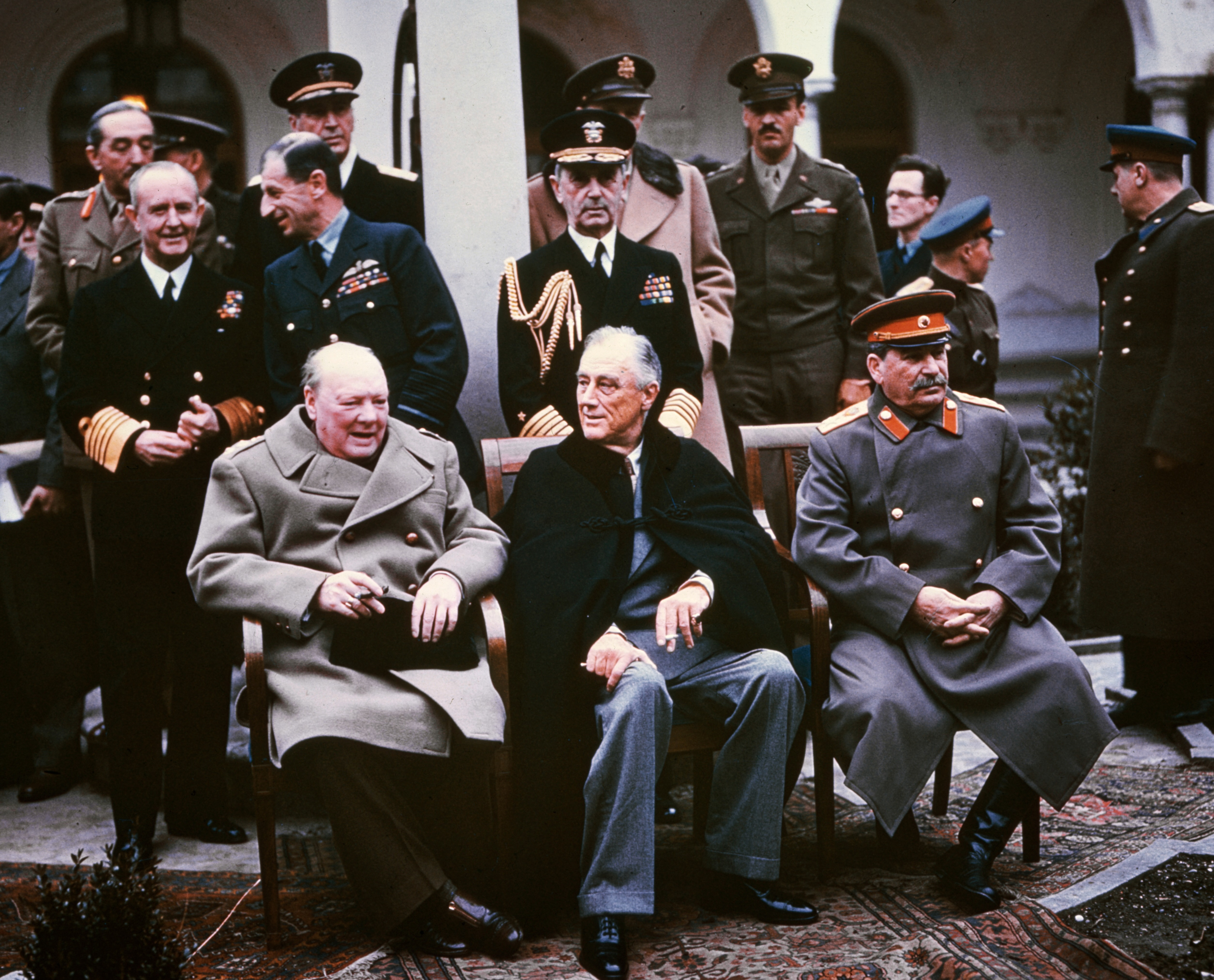
«Большая тройка» на Ялтинской конференции: Уинстон Черчилль, Франклин Рузвельт и Иосиф Сталин; февраль 1945 года

«Западное предательство» (англ. Western betrayal, пол. Zachodnia zdrada, словац. Západná zrada или «предательство Запада», чеш. zrada Západu, пол. zdrada Zachodu) — термин с негативной оценочной коннотацией, описывающий политику ряда западных стран в отношении Польши и других стран Восточной Европы накануне, во время и в первые годы после окончания Второй мировой войны.
Таким термином описывают действия Великобритании и Франции во время Мюнхенской конференции с последующими оккупацией и разделом Чехословакии нацистской Германией, а также отказ западных союзников оказать помощь Польше после вторжения Германии и СССР в 1939 году. Тот же термин употребляют, описывая уступки, сделанные США и Великобританией по отношению к СССР на Тегеранской, Ялтинской и Потсдамской конференциях, и их позицию во время Варшавского восстания, а также к послевоенным событиям, которые выделили регион в советскую сферу влияния и создали коммунистический Восточный блок.
Исторически такие взгляды были переплетены с некоторыми из наиболее значимых геополитических событий XX века, включая возникновение и рост могущества Третьего Рейха (нацистской Германии), рост Советского Союза (СССР) как доминирующей сверхдержавы с контролем над значительной частью Европы, а также различные договоры, союзы и позиции, принятые во время и после Второй мировой войны и продолжающиеся во время холодной войны.

## Восприятие измены
Понятие «западного предательства», по словам профессоров Шарлотты Бретертон и Джона Воглера, представляет собой отношение к «чувству исторической и моральной ответственности» за то, что Запад «бросил Центральную и Восточную Европу в конце Второй мировой войны». В Центральной и Восточной Европе интерпретация результатов Мюнхенского соглашения 1938 года и Ялтинской конференции 1945 года как предательства Центральной и Восточной Европы западными державами использовалась лидерами центрально- и восточноевропейских стран для давления на западные страны с целью удовлетворения более насущных политических запросов, например, членства в НАТО.
В нескольких случаях секретные соглашения или намерения прямо противоречили публичным договорённостям. Примером такого лукавства является тайная договорённость Черчилля и Сталина о том, что Атлантическая хартия не относится к странам Балтии. Учитывая стратегические требования выигрыша войны, Черчилль и Рузвельт принимали большинство требований Сталина на переговорах в Тегеране, Ялте и Потсдаме.
Макс Гастингс утверждает, что Черчилль призывал Рузвельта к продолжению вооружённого конфликта в Европе в 1945 году — но уже по отношению к Советскому Союзу, для предотвращения расширения его контроля на запад от собственных границ. Рузвельт, видимо, доверял гарантиям Сталина и не желал поддерживать Черчилля в обеспечении «освобождения» всей Центральной и Восточной Европы. Без американской поддержки Великобритания, обескровленная шестью годами войны, была неспособна предпринять какие-либо военные действия в этой части Европы.
Среди конкретных случаев, которыми часто иллюстрируют этот концепт исторические и современные писатели, можно назвать аннексию большей части Чехословакии нацистской Германией через Мюнхенское соглашение 1938 года, отказ от британского союза с Польшей во время вторжения в Польшу в сентябре 1939 года и отсутствие помощи во время Варшавского восстания против нацистской Германии в 1944 году, а также принятие советского варианта документов Ялтинской конференции 1945 года. Там Союзники согласовали обеспечение демократических процессов в странах, которые будут освобождены от нацистского господства, таких как Польша, Чехословакия, Венгрия, Румыния, Болгария, Югославия и Албания.
Также была очевидной недостаточная военная или политическая поддержка антикоммунистических восстаний во время антиправительственных выступлений в ГДР в 1953 году, в течение Венгерской революции 1956 года, а также во время демократически ориентированных реформ в Чехословакии в 1968 году (так называемая «Пражская весна»).
По словам Ильи Призеля, «озабоченность своим историческим чувством „ущербного я“ подпитывала негодование» по отношению к Западу в целом и усиливала концепцию западного предательства в частности. Григорий Явлинский утверждал, что ущерб центральноевропейской национальной психике, оставленный западным «предательством» в Ялте и Мюнхене, остался «психологическим событием» или «психиатрической проблемой» во время дебатов о расширении НАТО.
Колин Пауэлл заявил, что не считает предательство «подходящим словом» в отношении роли союзников в Варшавском восстании. Поскольку жалобы относительно «измены» являются привычным явлением в политике в целом, идея западной измены также может рассматриваться как некий политический «козёл отпущения» в центральной и восточной Европе и болезненное место во время избирательных кампаний в странах бывшего Западного блока. Историк Атан Теохарис утверждает, что мифы об измене были частично использованы теми, кто выступал против членства США в Организации Объединенных Наций. Слово «Ялта» стало трактоваться как попустительство мировому коммунизму и отказ от свободы.

## Польша

### Последствия Первой мировой войны
В конце 1920-х и в начале 1930-х годов в надежде предотвратить будущие войны (с Германией или Советским Союзом) была образована запутанная сеть альянсов между государствами Европы. С подъёмом нацизма в Германии, эта система альянсов была усилена подписанием серии договоров о «взаимопомощи» между Францией, Великобританией и Польшей (Франко-польский альянс и Англо-польский военный альянс). Эти соглашения устанавливали, что в случае войны другие союзники должны полностью мобилизовать свои силы и провести «наземную интервенцию в течение двух недель» в поддержку союзника, подвергшегося нападению. Вдобавок представители западных государств дали Польше несколько военных обещаний, в том числе невыполнимых: так, британский генерал Эдмунд Айронсайд на переговорах с Рыдз-Смиглы в июле 1939 года обещал атаку со стороны Чёрного моря или размещение британского авианосца в Балтике. После заявления Германией претензий на территории Чехословакии Польша отказала в возможности переброски войск и авиации Советского Союза через её пространство для оказания советской помощи Чехословакии. После решения Мюнхенского соглашения 30 сентября 1938 года о передаче Судетской области Германии, правительство Польши под угрозой применения военной силы поставило перед Чехословакией ультиматум с требованием передать ей Тешинскую Силезию. После чего 1 октября 1938 года был произведён захват у Чехословакии Тешинской Силезии, которую населяло 227 тысяч человек (из них не более 80 000 поляков), предварительно организовав там диверсии и беспорядки для видимости «борьбе за воссоединения с родиной». В 1939 г.  Польша помешала Великобритании, Франции и СССР создать альянс - поляки отказывались пропускать Красную Армию через свою территорию, несмотря на давление со стороны Франции.
Комментируя англо-польский союз, публицист Станислав Мацкевич написал в своей книге 1964 года «Политика Бека»: «Англия не нуждается в существовании Польши, она никогда не нуждалась в ней. Иногда англичане подталкивают нас воевать против России, иногда против Германии, как это случилось в 1939 году, когда им удалось на некоторое время удержать Гитлера подальше от себя. После их так называемых гарантий марта 1939 года Англия не была заинтересована в нашей армии, она не помогала нам материально в наших военных приготовлениях и не имела ни малейшего намерения помогать нам во время вторжения Гитлера в Польшу <…> Гарантия независимости Польши, предоставленная Англией, вовсе не была гарантией. Напротив, это была спекуляция, целью которой была максимально быстрая ликвидация польского государства. Англия хотела, чтобы Польша сначала сразилась с Германией и как можно скорее проиграла эту войну, чтобы Германия наконец столкнулась с Россией».

### Начало Второй мировой войны
Накануне Второй мировой войны польское правительство пыталось закупить как можно больше вооружения и просило об оружейных кредитах у Англии и Франции. В результате этого летом 1939 года Польша закупила 160 французских истребителей Morane-Saulnier MS.406 и 111 английских самолётов (100 лёгких бомбардировщиков Fairey Battle, 10 Hawker Hurricane и 1 Supermarine Spitfire). Хотя некоторые из этих самолётов были отправлены в Польшу до 1 сентября 1939 года, ни один из них не принимал участия в боевых действиях из-за продления переговоров Франции и Великобритании перед лицом войны. Из-за сопротивления англичан оружие, которое полякам требовалось больше всего, не было поставлено. Общая сумма кредита от британского правительства также была намного меньше, чем просили поляки: Британия в конце концов согласилась одолжить всего 8 вместо 60 миллионов фунтов, которые просила Польша.
После вторжения в Польшу нацистской Германии в сентябре 1939 года Великобритания и Франция объявили ей войну. 3 сентября была установлена морская блокада Германии и 4 сентября была предпринята попытка бомбардировки немецких военных кораблей в гавани. Большинство действий британских бомбардировщиков над Германией было направлено на распространение агитационных листовок и разведку. 4 сентября во время франко-британской встречи во Франции было решено, что против Германии не будет совершено крупных наземных или воздушных операций, и после этого французский главнокомандующий Морис Гюстав Гамелен издал приказ, который запрещал польским военным послам полковнику Войцеху Фыде и генералу Станиславу Бурхардт-Букацкому контактировать с ним. В своих послевоенных дневниках генерал Эдмунд Айронсайд, начальник имперского генерального штаба, прокомментировал французских обещания так: «Французы соврали полякам, сказав, что они собираются начать наступление. Об этом не было и речи». Французы инициировали полную мобилизацию и начали ограниченное Саарское наступление 7 сентября, но остановились недалеко от линии немецких укреплений и отступили к собственным линиям обороны примерно 13 сентября. Польше не сообщили об этом решении. Зато Гамелен информировал депешей маршала Эдварда Рыдз-Смиглы, что половина его дивизий была в контакте с врагом и что французское наступление заставило вермахт отозвать по крайней мере шесть дивизий из Польши. Польский военный посол во Франции, генерал Станислав Бурхард-Букацкий, после получения текста сообщения, отправленного Гамеленом, предупредил маршала Смиглы: «Я получил сообщение генерала Гамелена. Пожалуйста, не верьте ни одному слову в депеше». На следующий день командующий французской военной миссии в Польше, генерал Луи Фори, проинформировал польского начальника генерального штаба, генерала Вацлава Стахевича, что запланированное главное наступление на западном фронте пришлось отложить с 17 на 20 сентября. В то же время, французским дивизиям было приказано отойти в свои казармы за линию Мажино.
17 сентября 1939 года СССР вторгся в Польшу, как было заранее согласовано с Германией после подписания пакта Молотова — Риббентропа. После того, как 17 сентября 1939 г. текущее правительство Польши оказалось в Румынии, неожиданно оказалось, что румыны и французы вовсе не желают выпускать во Францию лидеров падшей диктатуры санации, а предпочитают интернировать на месте, Румыния поместила их в подготовленные ещё в первой половине сентября 1939 года центры интернирования. Посол Польши в Лондоне, Эдвард Рачинский, обратился в министерство иностранных дел Великобритании и попросил Англию объявить войну СССР. Британский министр иностранных дел лорд Галифакс в ответ указал, что объявление войны Советскому Союзу остаётся на усмотрение британского правительства. 18 сентября на заседании английского правительства было решено, что, согласно англо-польскому соглашению от 25 августа 1939, Англия связана обязательством защищать Польшу только в случае агрессии со стороны Германии. Поэтому было решено «не посылать России никакого протеста».  Англия и Франция не предприняли никаких существенных действий в ответ на советское вторжение. Франция и Великобритания не предприняли полномасштабного сухопутного нападения на Германию. К 6 октября Польша была поделена между Германией и СССР. 17 и 27 октября до сведения СССР было доведено, что британское правительство не ставит вопрос о возврате Польше Западной Украины и Западной Белоруссии. 1 марта 1940 года премьер-министр Польши (в изгнании) генерал Сикорский публично объявил, что Польша находится в состоянии войны с СССР , однако эти действия поддержки  Франции и Великобритании не получили.

### Тегеран
Правительство Великобритании в годы войны неоднократно давало понять «польскому Лондону», что оно не разделяет его претензий на «восточные кресы». Так, в 1942 г. один из английских министров убеждал члена Госсовета Польши социалиста А. Чолкоша, что земли эти спорные, ибо они многонациональны, называл поляков империалистами и настаивал: «чтобы быть империалистом, надо иметь силу и уметь управлять. Силы вы [поляки] не имеете, а уменья управлять тоже не показали. Не было года, чтобы в Великобританию не приезжали делегации украинцев или белорусов с жалобами на ваши правительства. Вообще империализм не лучшая черта. Если он не опирается на силу, то становится смешным. Не имея собственной силы, вы хотите с помощью нашей силы реализовать ваши империалистические цели. Честно говоря, мы имеем наши собственные империалистические цели, но на других территориях».  
В конце сентября 1943 года англо-американское командование официально уведомило правительство Миколайчика, что Красная Армия первой вступит на территорию Польши.. Общие военно-политические интересы союзников в борьбе против «оси» и их стратегия по отношению к разгрому Японии лежали в основе приоритетности отношений США и Великобритании с СССР. США и Великобритания признали, что вся Польша станет зоной военно-оперативных действий Красной Армии. Опубликованные документы говорят, что в условиях военного времени оба этих лидера признали за СССР право на пресечение враждебных действий подполья, либерум вето польских антикоммунистов в планы   «большой тройки» не входило. Польские власти в изгнании и политики, руководившие «подпольным государством» и АК на польской территории  , вопреки фактам, официально продолжали придерживаться ориентации на помощь западных союзников в сохранении Польши в довоенных границах на востоке, Заользья, Оравы и Спиша с приобретением территорий на западе и севере . Реальных ресурсов провести в жизнь свои претензии у эмигрантского правительства и его военно-политических структур не было — ни военных, ни политических. СССР формально не был в каких-либо отношениях с правительством Миколайчика в Лондоне, некоторые политики   правительства Миколайчика официально заявляли, что Польша находится в состоянии войны с СССР . Главнокомандующий генерал Казимеж Соснковский верил в перспективу третьей мировой войны и разгром в этой «неизбежной» войне Советского Союза, расчеты  Соснковского и его соратников на начало новой войны были известны Сталину, о чём  посол  Гарриман своевременно проинформировал руководство США. Несмотря на упорные усилия руководства АК, США не направили свою военную миссию в АК. Британцы даже стали опасаться обеспечивать АК оружием в достаточном количестве, подозревая, что оно может быть направлено не только против немцев, а последнее приведёт к политическим осложнениям.
В ноябре 1943 года Большая Тройка (СССР, США и Великобритания) встретилась на Тегеранской конференции. Президент Рузвельт, Сталин и Уинстон Черчилль  договорились, что восточные границы Польши будут проходить примерно по линии Керзона утвержденной в 1919 году Верховным советом Антанты. На Тегеранской конференции премьер-министр Великобритании Уинстон Черчилль заявил: «Очаг польского государства и народа должен быть расположен между так называемой линией Керзона и линией реки Одер с включением в состав Польши Восточной Пруссии и Оппельнской провинции». Польское правительство в изгнании не было участником этого решения, принятого втайне. В условиях тотальной войны великие державы Антигитлеровской коалиции не стали провоцировать друг друга по мелким вопросам. Черчилль, 
дав премьер-министру С. Миколайчику обещание не обсуждать в Тегеране польские «дела» в отсутствии представителя страны, его не сдержал и две недели скрывал от главы польского кабинета содержание договоренностей со Сталиным. По настоянию президента США договоренности, достигнутые в Тегеране, не были официально представлены польскому правительству в эмиграции к моменту очередных президентских выборов в США. Для Рузвельта, который готовился к президентским выборам, важно было не потерять голосов «американских» поляков, настроенных в высшей мере антисоветски. Черчилль многократно советовал Станиславу Миколайчику пойти на уступки и признать, что в качестве границы на востоке должна быть линия Керзона. Черчилль неоднократно предупреждал, что Англия и США не будут воевать с СССР за восточные границы Польши, предупреждал, что полякам сохранить Вильно абсолютно невозможно вследствие вступления Литвы в состав Советского Союза,  . Черчилль предупреждал, что если вопрос вовремя не будет решён, в Польше будет образовано просоветское правительство, после этого «Польское правительство выйдет из игры». . На предложения британского премьер-министра Станислав Миколайчик ответил  отказом. Во время переговоров Черчилля с премьер-министром польского эмигрантского правительства 20 января 1944 г. последний заявил, что его правительство рассматривает линию границы, установленную Рижским договором, в качестве отправной точки для переговоров с СССР. Польское эмигрантское правительство возражало также против передачи Советскому Союзу Кёнигсберга.  22 февраля 1944 года Черчилль публично напомнил в палате общин, что Польско-британский договор 1939 г. был направлен исключительно против Германии и  не гарантировал сохранения границ на востоке, Черчилль публично выступал за "линию Керзона" в качестве новой восточной границы Польши.. Власти в изгнании, вопреки фактам, утверждали, что Великобритания гарантировала границы Польши. Борьба с СССР за сохранение Польши в довоенных границах на востоке и против границы Польши  примерно по «линии Керзона» была заведомо обречена на провал, но был сознательно взят курс на конфронтацию, . Потеря в пользу СССР «восточных территорий», составлявших примерно 48 % довоенной территории Польши, была воспринята поляками в изгнании как ещё одна измена западных союзников.
Существует мнение, что инициатором переноса западной границы Польши до линии Одер-Нейсе в качестве компенсации за отказ от восточных территорий в пользу СССР был не Черчилль, а Владислав Сикорский, премьер-министр Польского правительства в изгнании. Юзеф Ретингер, который был специальным политическим советником Сикорского, на то время также был согласен с идеей о пересмотре послевоенных границ Польши. Позже в своих воспоминаниях Ретингер писал: «На Тегеранской конференции в ноябре 1943 года Большая Тройка согласилась, что Польша должна получить территориальные компенсации на западе, за счёт Германии, за земли, которые она должна была уступить России в центральной и восточной Европе. Это казалось честной сделкой».
Черчилль сказал Сталину, что он может решить Польский вопрос после принятия решения в Тегеране, однако согласно пропаганде польской исторической политики он никогда не консультировался с польским руководством. Когда премьер-министр польского правительства в изгнании Станислав Миколайчик посетил Московскую конференцию, он был убежден, что едет на обсуждения спорных границ, в то время как Сталин считал, что всё уже решено. Это была главная причина неудачи поездки польского премьер-министра в Москву. Польский премьер якобы умолял включить Львов и Вильно в новые польские границы, но получил от Вячеслава Молотова ответ: «Об этом говорить бесполезно, всё было решено в Тегеране», после конференции Черчилль предъявил Миколайчику ультиматум с требованием признать Линию Керзона в течение 48 часов..

### Варшавское восстание 1944 года
Основная статья: Отсутствие внешней поддержки во время Варшавского восстания

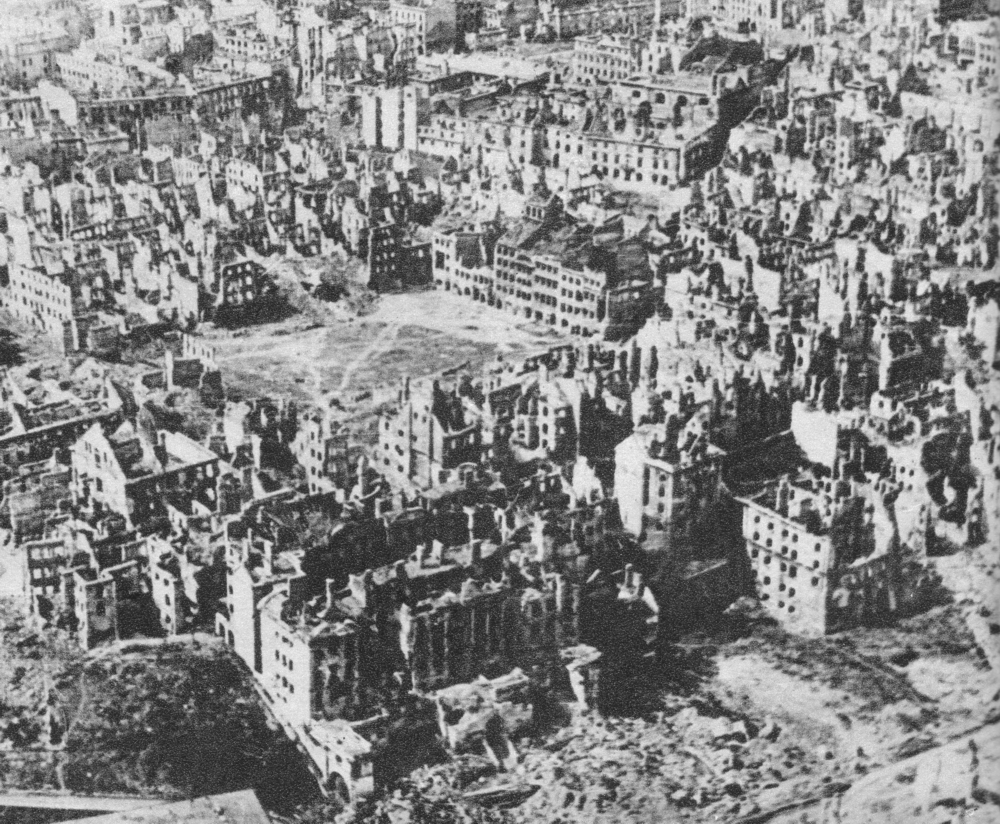
в Течение Второй мировой войны 85 % всех зданий в Варшаве были уничтожены немецкими войсками

С момента образования польского правительства в изгнании в Париже, а впоследствии в Лондоне, военное командование польской армии сфокусировало все свои усилия на подготовке будущего всенародного восстания в Польше. Великобритания официально отказалась от конкретной помощи восстанию . 28 июля 1944 года Великобритания официально отказалась от помощи восстанию налетами на аэродромы вблизи города, десантированием в Варшаву 1-й Польской парашютной бригады с западного фронта и переброска истребительных эскадрильи  на аэродромы, которые должны были быть захвачены Армией Крайовой. От сторонников правительства в стране 9 дней скрывалось, что 28 июля британские  власти официально отказали в  помощи восстанию. Главной движущей силой выступал Станислав Миколайчик  , который 26 июля 1944 года добился у членов Совета министров разрешения на поездку в Москву. 1 августа около девяти часов утра гауптштурмфюрер Sicherheitspolizei Альфред Шпилькер встретился в Варшаве с посланцами Делегатуры правительства в изгнании. В ходе бурного разговора Шпилькер пытался побудить политиков Делегатуры отменить восстание, противник был осведомлён о дате восстания, и до 17 часов 1 августа немецкие части в основном успели занять боевые позиции..Наконец, план акции «Буря» был готов и 1 августа 1944 года началось Варшавское восстание. Организаторы восстания собирались начать его в то неуловимое мгновение, когда разбитые Советами немецкие войска начнут выход из города — за счёт этого отряды АК собирались занять город и не пустить в него советские войска и ПКНО до разрешения спорных вопросов. Выступление не было согласовано ни с советским и союзным командованиями, ни с другими подпольными организациями. Приблизительно, на 20–25 тысяч человек, которых собрали к пяти часам 1 августа, имелось около 3 тысяч единиц (около 1,7 тыс. пистолетов, 1 тыс. винтовок, 300 автоматов) личного стрелкового оружия, главным образом, пистолетов и 67 пулемётов (60 ручных и 7 станковых), боеприпасов же имелось на 2–3 дня. Варшавское восстание в военном отношении было направлено против немцев, политически — против СССР, Польского комитета национального освобождения и демонстративно — против политики западных союзников. Руководство АК исходило из доктрины «двух врагов» (Германия и СССР). Восстание вылилось в вооружённую борьбу польской армии Крайовой за освобождение Варшавы от немецкой оккупации. Немецкие опорные пункты первое время оборонялись — обладая преимуществом в силе огня, они сумели отразить почти все атаки на важные стратегические пункты. В результате операция захвата была сорвана, а с военной точки зрения это был провал восстания уже в первый день. Военная мощь гитлеровцев была просто не сопоставима со скромными возможностями АК — у восставших не было никакого шанса разгромить части гитлеровцев в городском бою. Начиная с 4 августа самолёты британских ВВС сбрасывали припасы для восставших, но ВВС США не присоединились к этой операции. Руководители Армии Крайовой решив пошантажировать Сталина, Рузвельта и Черчилля ,  варшавским вопросом , ошибочно выбрали субъекты для шантажа. Сталин отказался предоставить союзникам аэродромы на занятой РККА территории и поддержать восстание, охарактеризовав  инициаторов восстания  как «горстку преступников». Обеспечение участия СССР в вооружении сил противников ПКНО и СССР, подчиненных генералу Соснковскому, рассчитывавшему на разгром Советского Союза в «неизбежной» Третьей мировой войне, оказалось сложной задачей. Как только стало ясно, что, кроме неприятностей и трудностей между СССР и союзниками политически направлено против СССР восстание ничего дать не может , администрация США мягко дистанцировалась, предоставив Великобритании право самой разбираться со своими проблемами.
После отказа Сталина поддержать восстание, Черчилль телеграфировал Рузвельту 25 августа и предложил отправить самолёты ВВС США, несмотря на Сталина,попробовать зайти на посадку на аэродром под Полтавой без согласования с советским командованием и «посмотреть, что произойдет». 26 августа Рузвельт ответил: «Я не считаю целесообразным для дальней общевойсковой перспективы присоединяться к вам в предлагаемом сообщении дяде Джо». 5 сентября Рузвельт, отвечая на настойчивость Черчилля, который предложил авиации ВВС США попробовать зайти на посадку на аэродром под Полтавой без согласования с советским командованием, официально сообщил Черчиллю, что, по данным США, повстанцев в Варшаве уже нет. И хотя во время восстания реакция британского правительства, требующего от Москвы оказать повстанцам действенную помощь, была порой достаточно резкой, в целом это были лишь инциденты, не нарушающие стратегического партнёрства “большой тройки”. При обсуждении польской проблемы на второй Квебекской конференции, Черчилль в беседе с Рузвельтом старался отмежеваться от политики польского эмигрантского правительства, показать свою непричастность к восстанию. Оказавшись в положении политического банкротства, инициаторы и руководство восстания, стремясь снять с себя ответственность за сокрушительное поражение, обвинили во всем «Советы» и   западных союзников. По учёту полученных грузов, сделанному 30 сентября 1944 г. командованием АК, советские самолёты доставили 150 тонн оружия и боеприпасов,  английские 86 тонн, американские 16 тонн.
На Московской конференции стало ясно, что никто из союзников не поддерживает позицию правительства Миколайчика , предложения правительства Миколайчика основывались на игнорировании политической реальности: государственной границы между СССР и Польшей по линии Керзона и ПКНО, после конференции Черчилль предъявил Миколайчику ультиматум с требованием признать Линию Керзона в течение 48 часов  . 
Различные авторы, например, Яков Голова, утверждают, что во время Варшавского восстания правительства Великобритании и США мало помогали польскому сопротивлению и что союзники мало давили на Сталина, чтобы помочь польской борьбе за свободу.

## Чехословакия

### Мюнхенская конференция
Термин «Западная измена» (чеш. zrada Západu) возник после Мюнхенского соглашения 1938 года, когда Чехословакия была вынуждена уступить территорию заселённой в основном немцами Судетской области в пользу Германии. В этом регионе были размещены чехословацкие пограничные заграждения и достаточно эффективные укрепления для защиты от немецкого вторжения. Германия вторглась и оккупировала Чехословакию годом позже.
Вместе с Италией и нацистской Германией Мюнхенское соглашение подписали Британия и Франция — союзники Чехословакии. Чехословакия имела договор о взаимопомощи с Францией, а Британия имела соглашение с Францией, таким образом, обе страны были обязаны помочь Чехословакии в случае нападения на неё. Мюнхенское соглашение и последующая оккупация открыла чехословацких граждан для нацистского режима и его преступлений.
Чешские политики регулярно использовали в газетных публикациях термин «Западная измена» и это, наряду с родственными чувствами, стало стереотипом среди чехов. Чешские выражения «Mnichov» (Мюнхен), «Mnichovská zrada» («Мюнхенское предательство»), «Mnichovský diktát» («Мюнхенский диктат») и «zrada spojenců» («предательство союзников») возникли в тот же период и имели одно и то же значение. Поэт Франтишек Халас опубликовал стихотворение со словами о «звоне измены».
Тогда член парламента от Эппинга Уинстон Черчилль сказал: «Британия и Франция имели выбор между войной и бесчестием. Они выбрали бесчестие. Теперь они получат войну».

### Пражское восстание
5 мая 1945 года жители Праги узнали об американском вторжении в Чехословакию Третьей армии США и подняли восстание против немецкой оккупации. За четыре дня уличных боёв погибли тысячи чехов. Тактические условия были благоприятны для американского наступления, и генерал Джордж Паттон, командовавший армией, попросил разрешения продолжать движение на запад к реке Влтава, чтобы помочь чешским партизанам, сражавшимся в Праге. Это было отвергнуто генералом Дуайтом Эйзенхауэром, который не был склонен соглашаться нести людские потери среди американских солдат или рисковать вызвать недовольство Советского Союза. В результате 9 мая Прага была освобождена Красной армией, что значительно повысило авторитет Коммунистической партии Чехословакии. По мнению британской дипломатии, именно в этот момент «Чехословакия была окончательно потеряна для Запада».

### Ялта
Хотя Польша к началу Ялтинской конференции  в результате наступления советских войск уже находилась под властью временного правительства в Варшаве, признанного правительствами СССР и Чехословакии (Эдварда Бенеша), в Лондоне находилось польское правительство в изгнании (премьер-министр Томаш Арчишевский), которое не признало решения Тегеранской конференции o линии Керзона и потому не могло, по мнению СССР, США и Великобритании, претендовать на власть в стране. Черчилль приказал избавиться от правительства Арцишевского.  6 февраля, в ходе Ялтинской конференции, Рузвельт высказал мнение, что в действительности с 1939 г. никакого польского правительства не существовало, тогда он предложил, чтобы союзники помогли полякам созвать это правительство. Из решений конференции становилось ясно, что ядром будущего Правительства национального единства должно стать существовавшее в Польше Временное правительство Польской республики. Это означало политическое банкротство польского эмигрантского правительства  и его подпольных структур в Польше. Правительство Польши в изгнании объявило, что решения Ялтинской конференции лидеров СССР, США и Британии это «новый раздел Польши» и что решения Ялтинской конференции не распространяются на польскую нацию. Западные союзники проигнорировали вето польских властей в изгнании.   Политические умозаключения главнокомандующих польскими силами на Западе  и большинства политиков польского эмигрантского правительства относительно текущей военной ситуации и отношений между членами «Великого Альянса» Антигитлеровской коалиции основывались на фантазиях и иллюзиях, они игнорировали геополитическое влияние СССР и в конечном итоге потерпели грандиозное поражение. Ещё до окончания войны в Европе 21 апреля 1945 года в Москве был заключён Договор о дружбе, взаимной помощи и послевоенном сотрудничестве между Союзом Советских Социалистических Республик и Польской Республикой. Идея бойкота результатов Второй мировой войны провалилась.  Ялтинская конференция начала эру советского господства в Центральной и Восточной Европе, которая продолжалась до конца холодной войны и развала СССР. Этот период оставил горькие воспоминания о «западной измене» в коллективной памяти народов региона. Для многих польских американцев Ялтинская конференция «представляет собой предательство» Польши и Атлантической хартии. По мнению американского политолога Строуба Толботта «[После Второй мировой войны] многие страны Центральной и Восточной Европы страдали в тени Ялты». Территории, которые Советский Союз оккупировал в 1939 году (за исключением области Белосток) были присоединены к нему на постоянной основе и большинство польского населения было депортировано; сегодня эти территории входят в состав Беларуси, Украины и Литвы. В качестве компенсации Польша получила бывшие немецкие территории (так называемые Возвращённые территории): южную часть восточной Пруссии и всю Померанию и Силезию, вплоть до линии Одеру—Нейсе. Немецкое население этих территорий было депортировано и они были заново заселены депортированными поляками с территорий «восточных кресов». Это, вместе с другими похожими миграциями в Центральной и Восточной Европе, вместе создало одну из самых больших человеческих миграций в новейшей истории. Также, по приказу Сталина, бойцы польского подполья были репрессированы или сосланы в Сибирь.
На время проведения Ялтинской конференции больше 200 тыс. польских солдат служили в составе британской армии. Многие из них были родом из восточной Польши, которые включали такие города как Львов и Вильно. Когда Черчилль и Сталин заключили союз против Гитлера, восточные поляки были выпущены из Гулага, сформированы в т. н. «армию Андерса» и отправлены через Иран в распоряжение британцев. Из них был создан 2-й польский корпус британской армии.
Эти польские войска сыграли важную роль в боях в Северной Африке и Италии и надеялись после войны вернуться в родные места в составе независимой Польши. Но на Ялтинской конференции Черчилль согласился с тем, что Сталин сохранит советские завоевания по пакту Молотова — Риббентропа, включая восточную Польшу, что привело к послевоенной депортации польского населения. В знак протеста тридцать офицеров и рядовых из 2-го польского корпуса совершили самоубийство.
Польское правительство в изгнании (премьер-министр Томаш Арчишевский), которое никогда не признало решения Тегеранской конференции о линии Керзона, не могло, по мнению СССР, США и Великобритании претендовать на власть в стране, союзники игнорировали польские власти в изгнании.
Черчилль защищал свои действия в трёхдневных парламентских дебатах, начиная с 27 февраля 1945 года, которые завершились голосованием о недоверии правительству. В течение дебатов многие депутаты откровенно критиковали Черчилля и выступали в защиту интересов Польши наряду с глубокими сомнениями относительно Ялтинских соглашений. Кроме того, 25 из этих депутатов, рискуя собственными карьерами вносили проект поправки в протест против британской молчаливого согласия на господство Советского Союза над Польшей. Среди них были: Артур Гринвуд; Александр Дуглас-Хьюм; Коммандер Сэр Арчибальд Сотби; граф Анкастер и Виктор Рейкс. После провала поправки Генри Штраус, член парламента от Норвича, покинул своё место в знак протеста против британского обхождения с Польшей.
После войны СССР установил в Польше просоветский коммунистический режим. Хотя президент Рузвельт «настаивал на свободных и беспрепятственных» выборах в Польше, Молотову удалось провести выборы по «советским стандартам». Из-за депортаций поляков, процесса шестнадцати, преследований так называемых «проклятых солдат» и бывших членов Армии Крайовой полмиллиона польских солдат отказались вернуться в Польшу. Результатом стал Закон о перемещении поляков 1947 года, первый закон о массовой иммиграции в Британии. На этом фоне, даже Сталин выглядел как лучший друг Польши, так как он имел значительные интересы в Польше. Федеративная Республика Германия, сформирована в 1949 году, изображалась коммунистической пропагандой, как преемница посмертной воли Гитлера, которая желала возмездия и хотела возвратить утраченные в пользу Польши «Возвращённые земли». Предоставление зерна доверия такому изображению заключалось в том, что Федеративная Республика Германия до 1970 года отказывалась от признании линии Одер — Ниссе и, что некоторые западногерманские должностные лица имели тёмное нацистское прошлое. Для сегмента польского общественного мнения коммунистическая власть воспринималась, как меньше из двух зол.
Польское эмиграционное правительство проиграло ожесточённую борьбу с фактами , границы Польши, определённые «Большой тройкой», оказались неизменными. Согласно польской исторической политике, западные союзники недостаточно поддерживали польских антикоммунистов в их попытках захватить власть  в зоне операций советских войск ( в пределах границ Второй Речи Посполитой), что они должны были сделать любой ценой, но Рузвельт и Черчилль предали поляков. Согласно польской исторической политике, СССР был обязан передать власть над Польшей представителям «лондонского лагеря», которые считали Советский Союз врагом  и которые, придя к власти, начали бы противостояние с СССР, сражаясь за восточные границы Республики Польша в соответствии с Рижским мирным договором 1921 года.
Защитники таких действий Западных союзников утверждают, что «реальная политика» сделала невозможными любые другие варианты и они были не в состоянии начать войну с Советским Союзом за освобождение стран Центральной и Восточной Европы сразу после окончания войны. Также надо отметить присутствие двойных стандартов с восприятием нацистской и советской агрессии, которая имела место в 1939 и 1940 годах, когда Советский Союз напал на восточную часть Польши, потом на Балтийские страны и затем на Финляндию, а западные союзники предпочли не вмешиваться в эти войны.
Главой американской делегации на переговорах в Ялте был Элджер Хисс, позже обвинённый в шпионаже в пользу Советского Союза и осуждённый за лжесвидетельство в собственных показаниях Комитета Палаты представителей по Антиамериканской деятельности. Это позже подтвердилось кассетами проекта «Венона». В 2001 году Джеймс Баррон, штатный репортер «Нью-Йорк Таймс», определил то, что он назвал «растущим консенсусом, что Хисс, скорее всего, был советским агентом».
Советская пропаганда изображала СССР как освободителя Польши, а Запад — как предателя. Московская «Правда» сообщила в феврале 1944 года, что все поляки, которые ценят честь и независимость Польши идут вместе с «Союзом польских патриотов» в СССР. 
«Либерум вето» со стороны польских властей в изгнании и  польского антикоммунистического подполья  на решения Тегеранской, Ялтинской и Потсдамской конференции «большой тройки»  оказалось неудачным, правительство в изгнании так и не вернулось в страну.

### Планы отмены исполнения Ялтинского соглашения
Власти в изгнании раздумывали, как убедить западных союзников начать новую мировую войну за независимость Второй Речи Посполитой.  Холодная война, по мнению деятелей правительства в изгнании, должна была повлечь за собой глобальный конфликт с применением ОМП против СССР. Весной 1945 года Черчилль ввел в действие чрезвычайный план военной операции по принуждению (война с Советским Союзом), чтобы получить «квадратную сделку для Польши» (Операция «Немыслимое»), в результате чего 22 мая был опубликован отчёт, в котором говорилось о неблагоприятных шансах на успех. Аргументы доклада включали геостратегические вопросы (возможный советско-японский союз, приводящий к перемещению японских войск с континента на Родные Острова, угроза Ирану и Ираку) и неопределённость в отношении сухопутных сражений в Европе. 30 мая 1945 года Гарри Гопкинс в качестве специального посланника президента США поспешил заверить Сталина  что если в списках людей, которые должны участвовать в коалиционном правительстве, будут фигурировать люди, «известные как агенты нынешнего польского правительства в Лондоне» — они будут вычеркнуты..
5 июля 1945 года Великобритания и Соединённые Штаты, официально бывшие до тех пор союзниками Польского правительства в изгнании, перестали признавать это правительство. На  Потсдамской конференции в августе 1945 года участниками было заявлено, что его «больше не существует»,  Запад списал его со счетов полностью. Именно варшавское правительство официально представляло Польшу в Организации Объединённых Наций. Ставка на Третью Мировую Войну обанкротилась но не все признали этот факт.

## Румыния, Болгария, Греция, Венгрия, Югославия
На четвёртой Московской конференции в 1944 году Сталин и Черчилль негласно обсудили разделение европейских стран на сферы влияния.
Так, Черчилль предложил, что СССР должен получить 90 % влияния в Румынии и 75 % — в Болгарии; Британия должна получить 90 % влияния в Греции; вместе с распределением Венгрии и Югославии 50/50. 10 и 11 октября министры иностранных дел Иден и Молотов продолжили переговоры о распределении влияния. Результатом этих переговоров было то, что процент советского влияния в Болгарии и Венгрии был определён в 80 %.